# Bộ Môi trường (Campuchia)
Bộ Môi trường (tiếng Khmer: ក្រសួងបរិស្ថាន, UNGEGN: Krâsuŏng Bârĭsthan) là cơ quan chính phủ Campuchia chịu trách nhiệm bảo vệ môi trường. Trụ sở bộ này đặt tại Phnôm Pênh, Campuchia.
Bộ trưởng hiện tại là Say Sam Al, kế nhiệm Mok Mareth vào năm 2013.

## Bộ trưởng
| Số | Hình ảnh | Hình ảnh | Tên gọi                       | Nhiệm kỳ            | Nhiệm kỳ            | Nhiệm kỳ         | Đảng phái |
| Số | Hình ảnh | Hình ảnh | Tên gọi                       | Từ                  | Đến                 | Thời gian        | Đảng phái |
| -- | -------- | -------- | ----------------------------- | ------------------- | ------------------- | ---------------- | --------- |
| 1  |          |          | Mok Mareth ម៉ុក ម៉ារ៉េត (sinh 1949) | 24 tháng 9 năm 1993 | 23 tháng 9 năm 2013 | 19 năm, 364 ngày | CPP       |
| 2  |          |          | Say Sam Al សាយ សំអាល់ (b. 1980)   | 24 tháng 9 năm 2013 | 22 tháng 8 năm 2023 | 9 năm, 332 ngày  | CPP       |
| 3  |          |          | Eang Sophalleth អៀង សុផល្លែត      | 22 tháng 8 năm 2023 | nay                 | 1 năm, 360 ngày  | CPP       |

| Tổng cục | Cục                                           |
| --- | --------------------------------------------- |
| Tổng cục Bảo vệ Môi trường chịu trách nhiệm trước Bộ Môi trường trong việc quản lý, phối hợp công tác bảo vệ môi trường | Cục Hành chính, Kế hoạch và Tài chính         |
| Tổng cục Bảo vệ Môi trường chịu trách nhiệm trước Bộ Môi trường trong việc quản lý, phối hợp công tác bảo vệ môi trường | Cục Quản lý Chất lượng Không khí và Âm thanh  |
| Tổng cục Bảo vệ Môi trường chịu trách nhiệm trước Bộ Môi trường trong việc quản lý, phối hợp công tác bảo vệ môi trường | Cục Quản lý Chất lượng Nước                   |
| Tổng cục Bảo vệ Môi trường chịu trách nhiệm trước Bộ Môi trường trong việc quản lý, phối hợp công tác bảo vệ môi trường | Cục Quản lý Chất thải rắn                     |
| Tổng cục Bảo vệ Môi trường chịu trách nhiệm trước Bộ Môi trường trong việc quản lý, phối hợp công tác bảo vệ môi trường | Cục Quản lý Chất thải nguy hại                |
| Tổng cục Bảo vệ Môi trường chịu trách nhiệm trước Bộ Môi trường trong việc quản lý, phối hợp công tác bảo vệ môi trường | Cục Đánh giá Tác động môi trường              |
| Tổng cục Bảo vệ Môi trường chịu trách nhiệm trước Bộ Môi trường trong việc quản lý, phối hợp công tác bảo vệ môi trường | Cục Thanh tra và Thực thi pháp luật           |
| Tổng cục Bảo vệ Môi trường chịu trách nhiệm trước Bộ Môi trường trong việc quản lý, phối hợp công tác bảo vệ môi trường | Phòng thí nghiệm                              |
| Tổng cục Thông tin và Kiến thức Môi trường chịu trách nhiệm trước Bộ Môi trường trong việc quản lý dữ liệu môi trường và chỉ đạo giáo dục môi trường và tiếp cận môi trường cũng như tổ chức các buổi lễ quan trọng liên quan đến môi trường.                               | Cục Hành chính, Kế hoạch và Tài chính         |
| Tổng cục Thông tin và Kiến thức Môi trường chịu trách nhiệm trước Bộ Môi trường trong việc quản lý dữ liệu môi trường và chỉ đạo giáo dục môi trường và tiếp cận môi trường cũng như tổ chức các buổi lễ quan trọng liên quan đến môi trường.                               | Cục Giáo dục Môi trường                       |
| Tổng cục Thông tin và Kiến thức Môi trường chịu trách nhiệm trước Bộ Môi trường trong việc quản lý dữ liệu môi trường và chỉ đạo giáo dục môi trường và tiếp cận môi trường cũng như tổ chức các buổi lễ quan trọng liên quan đến môi trường.                               | Cục Thông tin Địa lý                          |
| Tổng cục Thông tin và Kiến thức Môi trường chịu trách nhiệm trước Bộ Môi trường trong việc quản lý dữ liệu môi trường và chỉ đạo giáo dục môi trường và tiếp cận môi trường cũng như tổ chức các buổi lễ quan trọng liên quan đến môi trường.                               | Cục Thông tin và Phổ biến Môi trường          |
| Tổng cục Thông tin và Kiến thức Môi trường chịu trách nhiệm trước Bộ Môi trường trong việc quản lý dữ liệu môi trường và chỉ đạo giáo dục môi trường và tiếp cận môi trường cũng như tổ chức các buổi lễ quan trọng liên quan đến môi trường.                               | Cục Thi đua Khen thưởng                       |
| Tổng cục Hành chính và Tài chính chịu trách nhiệm giao Bộ Môi trường lãnh đạo, quản lý, điều phối chung về hành chính, nhân sự, tài chính, tài sản nhà nước và kế hoạch. | Cục Hành chính                                |
| Tổng cục Hành chính và Tài chính chịu trách nhiệm giao Bộ Môi trường lãnh đạo, quản lý, điều phối chung về hành chính, nhân sự, tài chính, tài sản nhà nước và kế hoạch. | Cục Nhân sự                                   |
| Tổng cục Hành chính và Tài chính chịu trách nhiệm giao Bộ Môi trường lãnh đạo, quản lý, điều phối chung về hành chính, nhân sự, tài chính, tài sản nhà nước và kế hoạch. | Cục Kế hoạch và Ngân sách                     |
| Tổng cục Hành chính và Tài chính chịu trách nhiệm giao Bộ Môi trường lãnh đạo, quản lý, điều phối chung về hành chính, nhân sự, tài chính, tài sản nhà nước và kế hoạch. | Cục Quản lý Tài sản Nhà nước                  |
| Tổng cục Hành chính và Tài chính chịu trách nhiệm giao Bộ Môi trường lãnh đạo, quản lý, điều phối chung về hành chính, nhân sự, tài chính, tài sản nhà nước và kế hoạch. | Cục Tài chính Kế toán                         |
| Tổng cục Quản lý Bảo vệ và Bảo tồn Thiên nhiên chịu trách nhiệm trước Bộ Môi trường trong việc quản lý, điều phối công tác bảo tồn đa dạng sinh học và sử dụng hợp lý, bền vững tài nguyên thiên nhiên tại các khu bảo tồn.                                                 | Cục Hành chính, Kế hoạch và Tài chính         |
| Tổng cục Quản lý Bảo vệ và Bảo tồn Thiên nhiên chịu trách nhiệm trước Bộ Môi trường trong việc quản lý, điều phối công tác bảo tồn đa dạng sinh học và sử dụng hợp lý, bền vững tài nguyên thiên nhiên tại các khu bảo tồn.                                                 | Cục Bảo tồn Khu bảo tồn Đông sông Mê Kông     |
| Tổng cục Quản lý Bảo vệ và Bảo tồn Thiên nhiên chịu trách nhiệm trước Bộ Môi trường trong việc quản lý, điều phối công tác bảo tồn đa dạng sinh học và sử dụng hợp lý, bền vững tài nguyên thiên nhiên tại các khu bảo tồn.                                                 | Cục Bảo tồn Khu bảo tồn nội địa Nam Tonlé Sap |
| Tổng cục Quản lý Bảo vệ và Bảo tồn Thiên nhiên chịu trách nhiệm trước Bộ Môi trường trong việc quản lý, điều phối công tác bảo tồn đa dạng sinh học và sử dụng hợp lý, bền vững tài nguyên thiên nhiên tại các khu bảo tồn.                                                 | Cục Bảo tồn Khu bảo tồn Bắc Tonlé Sap         |
| Tổng cục Quản lý Bảo vệ và Bảo tồn Thiên nhiên chịu trách nhiệm trước Bộ Môi trường trong việc quản lý, điều phối công tác bảo tồn đa dạng sinh học và sử dụng hợp lý, bền vững tài nguyên thiên nhiên tại các khu bảo tồn.                                                 | Cục Bảo tồn Đất ngập nước ngọt                |
| Tổng cục Quản lý Bảo vệ và Bảo tồn Thiên nhiên chịu trách nhiệm trước Bộ Môi trường trong việc quản lý, điều phối công tác bảo tồn đa dạng sinh học và sử dụng hợp lý, bền vững tài nguyên thiên nhiên tại các khu bảo tồn.                                                 | Cục Bảo tồn Biển và Duyên hải                 |
| Tổng cục Quản lý Bảo vệ và Bảo tồn Thiên nhiên chịu trách nhiệm trước Bộ Môi trường trong việc quản lý, điều phối công tác bảo tồn đa dạng sinh học và sử dụng hợp lý, bền vững tài nguyên thiên nhiên tại các khu bảo tồn.                                                 | Cục Thanh tra và Thực thi pháp luật           |
| Tổng cục Cộng đồng Địa phương chịu trách nhiệm giao Bộ Môi trường chủ trì, quản lý, điều phối việc phát triển các khu bảo tồn tại địa phương và cộng đồng góp phần quản lý, bảo vệ, bảo tồn tài nguyên thiên nhiên, đa dạng sinh học và hệ sinh thái trong các khu bảo tồn. | Cục Hành chính, Kế hoạch và Tài chính         |
| Tổng cục Cộng đồng Địa phương chịu trách nhiệm giao Bộ Môi trường chủ trì, quản lý, điều phối việc phát triển các khu bảo tồn tại địa phương và cộng đồng góp phần quản lý, bảo vệ, bảo tồn tài nguyên thiên nhiên, đa dạng sinh học và hệ sinh thái trong các khu bảo tồn. | Cục Sinh kế Cộng đồng                         |
| Tổng cục Cộng đồng Địa phương chịu trách nhiệm giao Bộ Môi trường chủ trì, quản lý, điều phối việc phát triển các khu bảo tồn tại địa phương và cộng đồng góp phần quản lý, bảo vệ, bảo tồn tài nguyên thiên nhiên, đa dạng sinh học và hệ sinh thái trong các khu bảo tồn. | Cục Di sản                                    |
| Tổng cục Cộng đồng Địa phương chịu trách nhiệm giao Bộ Môi trường chủ trì, quản lý, điều phối việc phát triển các khu bảo tồn tại địa phương và cộng đồng góp phần quản lý, bảo vệ, bảo tồn tài nguyên thiên nhiên, đa dạng sinh học và hệ sinh thái trong các khu bảo tồn. | Cục Du lịch sinh thái                         |